# Sân vận động Riccardo Silva
Sân vận động Riccardo Silva (tiếng Anh: Riccardo Silva Stadium) là một sân vận động bóng bầu dục đại học và bóng đá trong khuôn viên của Đại học Quốc tế Florida (FIU) ở Miami, Florida. Đây là sân nhà của đội bóng bầu dục FIU Panthers và đội bóng đá Miami FC của USL Championship. Sân vận động được khánh thành vào năm 1995 và có sức chứa 20.000 chỗ ngồi.